# Photograph (canção de Nickelback)
"Photograph" é uma canção da banda canadense Nickelback, lançada em 2005 como primeiro single de seu quinto álbum de estúdio, All the Right Reasons. A canção atingiu a segunda posição na parada musical Billboard Hot 100, e vendeu mais de 1,4 milhões de downloads digitais nos Estados Unidos, segundo a Nielsen SoundScan.
Em 2005, Photograph foi eleita pela revista Rolling Stone como a 5ª "canção mais irritante de todos os tempos".

## Faixas
CD single
1. "Photograph" [versão álbum] – 4:21
2. "Photograph" [editada] – 3:55
3. "We Will Rock You" – 4:29
4. "Photograph" [vídeo]

## Tabelas musicais
| Paradas (2005)                                 | Melhor posição |
| ---------------------------------------------- | -------------- |
| Austrália (ARIA)                               | 3              |
| Áustria (Ö3 Austria Top 75)                    | 10             |
| Bélgica (Ultratip Bubbling Under de Flandres)  | 2              |
| Bélgica (Ultratip Bubbling Under da Valônia)   | 9              |
| Canadá CHR/Pop Top 30 (Radio & Records)        | 3              |
| Canadá Hot AC Top 30 (Radio & Records)         | 1              |
| Canadá Rock Top 30 (Radio & Records)           | 2              |
| República Tcheca (Radio Top 100)               | 17             |
| Europa (European Hot 100)                      | 31             |
| Alemanha (Offizielle Deutsche Charts)          | 18             |
| Irlanda (IRMA)                                 | 24             |
| Itália (FIMI)                                  | 42             |
| Países Baixos (Dutch Top 40)                   | 4              |
| Países Baixos (Single Top 100)                 | 16             |
| Nova Zelândia (Recorded Music NZ)              | 4              |
| Suécia (Sverigetopplistan)                     | 40             |
| Suíça (Schweizer Hitparade)                    | 27             |
| Reino Unido (UK Singles Chart)                 | 18             |
| UK Rock and Metal (OCC)                        | 1              |
| Estados Unidos (Billboard Hot 100)             | 2              |
| Estados Unidos (Billboard Adult Contemporary)  | 16             |
| Estados Unidos (Billboard Adult Top 40)        | 1              |
| Estados Unidos (Billboard Alternative Airplay) | 3              |
| Estados Unidos (Billboard Mainstream Rock)     | 1              |
| Estados Unidos (Billboard Mainstream Top 40)   | 3              |
| Estados Unidos (Billboard Pop 100)             | 1              |